# Amplinus mimus
Amplinus mimus är en mångfotingart som beskrevs av Chamberlin 1953. Amplinus mimus ingår i släktet Amplinus och familjen Aphelidesmidae. Inga underarter finns listade i Catalogue of Life.